# Japalura brevicauda
Espèce
Japalura brevicauda est une espèce de sauriens de la famille des Agamidae.

## Répartition
Cette espèce est endémique du Yunnan en République populaire de Chine.

## Étymologie
Le nom spécifique brevicauda vient du latin brevis, court, et de cauda, la queue, en référence à l'aspect de ce saurien.

## Publication originale
- Manthey, Denzer, Hou & Wang, 2012: Discovered in historical collections: two new Japalura species (Squamata: Sauria: Agamidae) from Yulong Snow Mountains, Lijiang Prefecture, Yunnan, PR China. Zootaxa, no 3200, p. 27-48 (introduction).